# Onychostoma alticorpus
Onychostoma alticorpus är en fiskart som först beskrevs av Oshima 1920.  Onychostoma alticorpus ingår i släktet Onychostoma och familjen karpfiskar. IUCN kategoriserar arten globalt som starkt hotad. Inga underarter finns listade i Catalogue of Life.